# Площадь Годжи
Площадь Годжи (словац. Hodžovo námestie) — площадь в Старом городе Братиславы. Является одной из наиболее известных братиславских площадей. Здесь расположена резиденция Президента Словацкой республики — Дворец Грашалковичей. Перед дворцом находится Фонтан мира, созданный по проекту известного архитектора Тибора Бартфая. На площади также расположен четырёхзвёздочный отель Краун-Плазa/Crown Plaza (ранее назывался Отель «Форум») и многофункциональный Tатрацентр/Тatracentrum, напротив которого разместилась новостройка Астория-Палас/Astoria Palace. Под Площадью Годжи находится отреставрированный подземный переход (первоначально построенный в 1978 году). В подземном переходе расположены торговые магазины.
Площадь названа в честь словацкого национального будителя Михала Милослава Годжи (1811-1870). Во времена социализма называлась площадью Мира.